# Liao-ning (2012)
Liao-ning (čínsky pchin-jinem Liáoníng, znaky zjednodušené 辽宁) je první letadlová loď Námořnictva Čínské lidové osvobozenecké armády. Jedná se o přestavěnou původně sovětskou letadlovou loď (v sovětské klasifikaci letadlový křižník) Varjag (Варяг) Projektu 1143.5 Kreml, která byla rozestavěna v polovině 80. let. Její sesterskou lodí je ruské plavidlo Admiral Kuzněcov. Po rozpadu SSSR rozestavěná loď připadla Ukrajině a její dostavbě zabránil nedostatek financí. V roce 1998 byla v aukci prodána do Číny, kde měla být přeměněna v zábavní park. ČLR se však rozhodla plavidlo dokončit v modernizované podobě a využít ho pro získání zkušeností s provozem této kategorie plavidel. Varjag se tak stal první čínskou letadlovou lodí. Do služby byl zařazen 25. září 2012 pod novým jménem podle provincie Liao-ning, kde byla renovována. Loď dostala trupové číslo 16.

## Pozadí vzniku

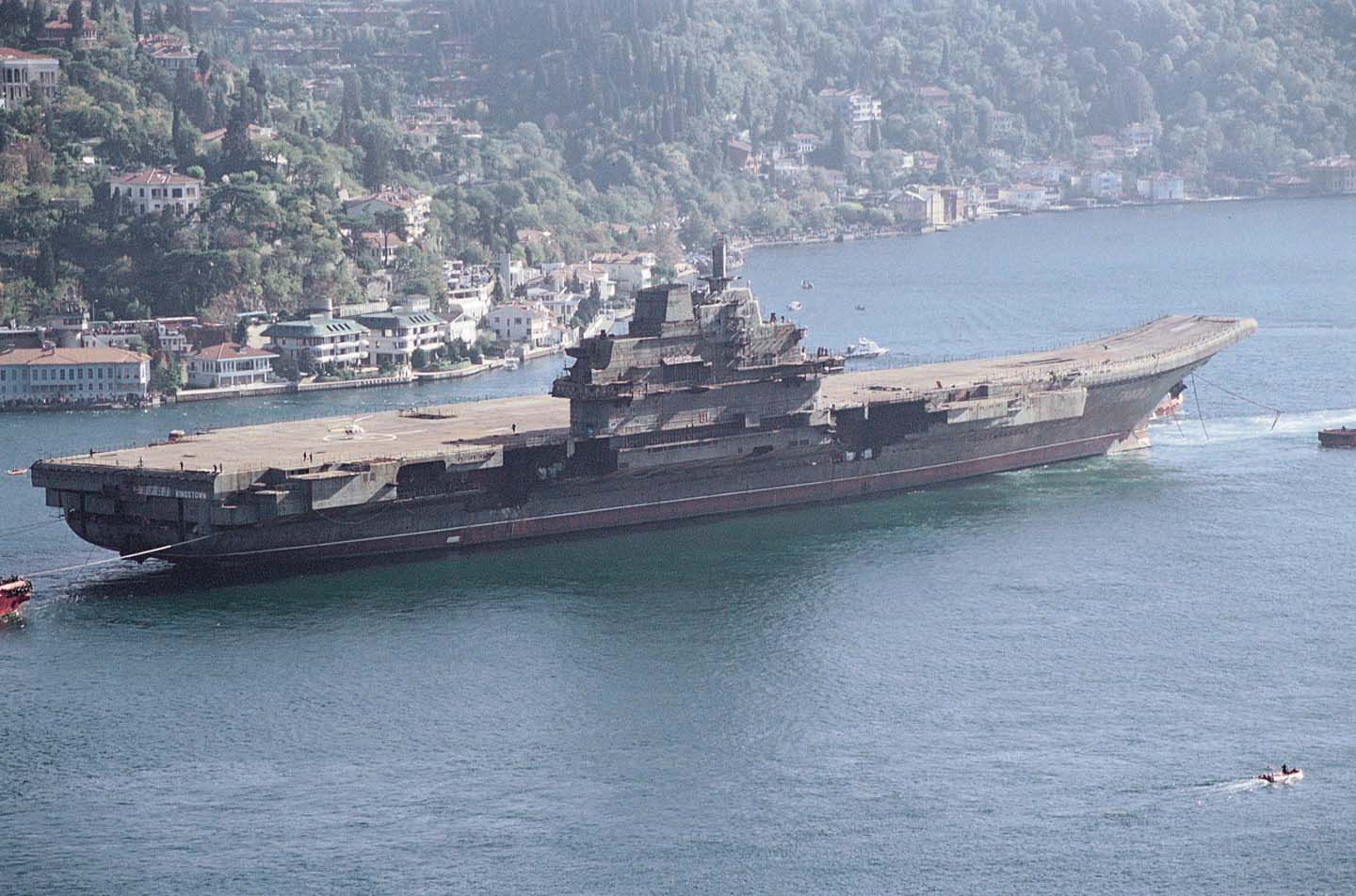
Varjag během přesunu do Číny

Loď byla původně pojmenována Riga a její stavba byla zahájena 6. prosince 1985 v Černomořské loděnici. Na vodu byla spuštěna v listopadu 1988 a v roce 1990 byla přejmenována na Varjag. V rámci rozpadu Sovětského svazu, ke kterému došlo roku 1991, přešlo její vlastnictví na Ukrajinu. Práce na ní byly zastaveny v roce 1992, když byla loď hotova ze 70%. Původně se přitom počítalo s jejím dokončením v roce 1993. V té době byla konstrukčně hotova, ale chyběla na ní elektronika, zbraně a pohonný systém. Následujících šest let plavidlo zůstávalo stát netknuto v doku v Mykolajivu, protože probíhal spor o jeho vlastnictví s Ruskem, které si na loď činilo nárok (žádalo její bezplatné předání) a odmítalo poskytnout elektronické a řídící systémy, potřebné k případnému dokončení plavidla.
V roce 1998 byla loď dána do aukce, ve které ji za 20 milionů dolarů koupila čínská firma Chong Lot Travel Agency se sídlem v Macau. Ta prohlašovala, že z lodi vybuduje plovoucí zábavní park kotvící v Macau. Podmínky kontraktu přitom zakazovaly využití plavidla pro vojenské účely. Ukrajina navíc z lodě demontovala veškeré vybavení potřebné k jejímu bojovému užití. Loď však byla místo toho v letech 1999–2002 odtažena do čínského přístavu Ta-lien, kde byla dostavěna pro službu v čínském námořnictvu. Odtažení plavidla trvalo několik let, protože Varjag čekal plné tři roky na povolení tureckých úřadů k proplutí úžinou Bospor. Důvodem byla obava z nehody obrovského plavidla, které nemělo ani kormidla, ani vlastní pohonný systém. Turecko proplutí umožnilo až po intervenci čínské vlády.
Varjag byl dopraven do loděnic Dalian (součást CSIC – China Shipbuilding Industry Corporation), které byly vybrány pro jeho dostavbu. Od června 2005 loď pobývala v suchém doku, kde byly z jejího trupu odstraněny nečistoty. V dubnu 2009 byl Varjag přesunut do jiného suchého doku, kde probíhala instalace pohonného systému a dalších velkých konstrukčních celků. Instalace elektroniky začala koncem roku 2010. V březnu 2011 byly prakticky dokončeny práce na velitelském ostrově lodě. V červenci 2011 přitom čínské námořnictvo potvrdilo, že letadlovou loď hodlá využít především k výcviku.
Na svou první čtyřdenní zkušební plavbu Varjag vyplul v 10. srpna 2011. Do května 2012 loď absolvovala šest sérií námořních zkoušek. Sedmá a osmá plavba proběhla v červnu 2012 a v červenci téhož roku proběhl zatím nejdelší test, během kterého z paluby lodě poprvé operovaly palubní letouny. V listopadu 2012 pak bylo provedeno první přistání čínského letounu na palubě zmíněné lodě. Jednalo se o stíhací letoun J-15.

## Konstrukce

### Varjag
Konstrukce projektu 1143.5 počítala s plavidlem o standardním výtlaku 55 000 tun, plném výtlaku 67 500 tun a rozměrech 304,5 × 72 × 10,5 m. Letadla měla operovat z úhlové paluby o délce 230 m, přičemž by startovala pomocí skokanského můstku na přídi.
Palubu a podpalubní hangár spojovala dvojice výtahů. Celkem loď měla pojmout 52 letadel a vrtulníků. Loď měla nést silnou výzbroj, typickou pro sovětské letadlové křižníky. Údernou výzbroj tvořilo dvanáct těžkých nadzvukových protilodních střel P-700 Granit (v kódu NATO SS-N-19 Shipwreck). Protivzdušnou obranu představovalo osmnáct osminásobných vypouštěcích zařízení protiletadlových řízených střel systému 9K95 Kinžal (celkem 192 střel), osm 30mm hlavňových systémů blízké obrany AK-630 a šest hybridních kompletů 3K87 Kortik. K ničení ponorek lodě rovněž nesly dva raketové vrhače hlubinných pum systému RBU-12 000 UDAV-1.

### Liao-ning
Čína ve Varjagu získala loď v pokročilém stádiu rozpracování. Proto byla zachována její základní konfigurace letadlové lodě STOBAR - palubní letouny startují pomocí skokanského můstku na přídi (s úhlem 12°) a přistávají s použitím záchytného háku a sady brzdících lan. Na letové palubě se přitom nachází dvě startovací pozice pro letadla a deset dalších pro vrtulníky. Dle odhadů bude leteckou skupinu lodě tvořit celkem 50 strojů. Obvykle se má jednat o 26 letadel a 24 vrtulníků. Mají to být stíhací letouny Shenyang J-15 a palubní verze lehkého bojového letounu Chengdu J-10. Jejich vývoj však zdaleka není dokončen a není známo, kdy Liao-ning dostane vlastní palubní letadla. V případě vrtulníků se má jednat o transportní Z-8, Z-9 Chaj-tchun, Ka-27 k protiponorkovému hlídkování a Kamov Ka-31 pro včasnou výstrahu.
Velkých změn doznalo složení výzbroje, která je umístěna na sponzonech na okrajích letové paluby. K obraně proti vzdušnému ohrožení slouží čtyři raketové systémy blízké obrany HQ-10, nesoucí osmnáct protiletadlových řízených střel velmi krátkého dosahu (jedná se o zbraň podobnou západnímu systému RIM-116 RAM). Tento systém dále doplňují tři hlavňové systémy blízké obrany H/PJ-11, z nichž každý nese jeden 30mm desetihlavňový rotační kanón. Plavidlo rovněž nese dva vrhače raketových hlubinných pum a šest vrhačů klamných cílů.
Pohonný systém pravděpodobně odpovídá původnímu projektu a tvoří ho čtyři parní turbíny, zásobované parou z osmi kotlů. Lodní šrouby jsou čtyři. Nejvyšší rychlost dosahuje 32 uzlů Dosah činí 8 000 námořních mil při rychlosti 18 uzlů.